# High Rollers and Other Fine Ladies
High Rollers and Other Fine Ladies es el primer y único álbum de estudio de la banda estadounidense Jambalaya. Fue publicado en noviembre de 1973 a través de A&M Records. 

## Grabación y producción
El álbum fue producido por Thomas Jefferson Kaye. Nueve de las diez canciones de High Rollers and Other Fine Ladies se grabaron en los estudios The Village, en Los Ángeles por el ingeniero de audio Roger Nichols. La pista de cierre del álbum, «Angry Tiger», se grabó en los estudios Plynth, en Libertyville, Illinois, por Joe Giuliani.

## Recepción de la crítica
Un escritor no especificado de la revista Cash Box comentó: “Un LP debut ambicioso y gratificante para este excelente grupo de rock que demuestra el control total de una tremenda cantidad de energía cruda que esparcen generosamente a lo largo de las nueve composiciones de este sólido y poderoso producto. La voz principal de Peter Mac Ian en «Sherriff Johnson» recuerda a Joe Crocker en su mejor momento y el paquete producido por Thomas Jefferson Kaye refleja, en su conjunto, una comprensión completa del género. La canción que da nombre al álbum es fuerte y va al grano, y «She's a Driver» es espectacular. «Backwater Children» es uno de nuestros favoritos, particularmente por su inquietante comienzo y su apasionante final”.

## Lista de canciones
| Lado uno |                  |                        |              |          |  |
| N.º      | Título           | Letras                 | Música       | Duración |  |
| 1.       | «High Roller»    | Peter Mac Ian          | P. Mac Ian   | 3:30     |  |
| 2.       | «Lady Lightnin'» | A. Mac Ian, P. Mac Ian | P. Mac Ian   | 3:52     |  |
| 3.       | «Lovin' You»     | P. Mac Ian             | P. Mac Ian   | 3:19     |  |
| 4.       | «Sweet Marie»    | P. Mac Ian             | Billy Steele | 3:22     |  |
| 5.       | «She's a Driver» | P. Mac Ian             | P. Mac Ian   | 3:47     |  |

| Lado dos |                      |                        |                                                         |          |  |
| N.º      | Título               | Letras                 | Música                                                  | Duración |  |
| 1.       | «Sheriff Johnson»    | P. Mac Ian             | P. Mac Ian, Steele, Charles Ray, Erik Scott, James Egan | 4:05     |  |
| 2.       | «Backwater Children» | P. Mac Ian             | P. Mac Ian, Steele, Ray, Scott, Egan                    | 4:35     |  |
| 3.       | «Never the Wind»     | P. Mac Ian             | P. Mac Ian                                              | 4:45     |  |
| 4.       | «Angry Tiger»        | A. Mac Ian, P. Mac Ian | P. Mac Ian                                              | 4:48     |  |

## Créditos y personal
Créditos adaptados desde las notas de álbum de High Rollers and Other Fine Ladies.
Jambalaya
- Peter Mac Ian – voz principal, piano, órgano, clavinet
- Charles Ray – coros, batería, percusión
- Erik Scott – coros, Fender Bass
- Billy Steele – guitarra líder, slide guitar, dobro
- James Egan – guitarra de seis y doce cuerdas

Músicos adicionales
- Jeff “Skunk” Baxter – guitarra de acero con pedal (9)

Personal técnico
- Thomas Jefferson Kaye – productor
- Roger Nichols – ingeniero de audio (1–9)
- Joe Giuliani – ingeniero de audio (10)
- Roland Young – director artístico
- Mick Haggerty – diseño de portada